# Томас Кіфер
Томас Кіфер (англ. Thomas Kiefer; нар. 25 лютого 1958) — американський академічний веслувальник.
Срібний призер Олімпійських Ігор 1984 року в складі розпашної четвірки зі стерновим.